# Arcadi Espada Enériz
Arcadi Espada Enériz (Barcelona, 1957) és un periodista i escriptor català.

## Activitat professional
Des de 1977 ha col·laborat en els diaris: Mundo Diario, El Noticiero Universal, La Vanguardia, Diari de Barcelona, El País i, actualment, El Mundo. Fou professor de periodisme a la Facultat de Periodisme de la Universitat Pompeu Fabra de Barcelona fins a l'any 2011.
Obtingué el premi Ciutat de Barcelona de Literatura (per Contra Catalunya) i Espasa d'Assaig 2002 (per Diarios). Entre els seus mestres més benvolguts es troba Josep Pla, a qui ha dedicat diverses investigacions sobre la seva vida i obra, inclòs un assaig recent sobre el diari que l'escriptor empordanès va deixar escrit entre 1965 i 1968 i que va ser publicat pòstumament amb el títol Notes per a un diari. En el marc del Congrés Nacional de Periodisme Digital celebrat a Osca el 2005, va ser guardonat amb el premi Blasillo de Huesca, ideat per l'humorista gràfic Antonio Fraguas de Pablo, «Forges».
El 2000 va publicar el llibre Raval: Del amor a los niños (traduït el 2004 al català) sobre l'anomenat «Cas Raval», uns suposats abusos a menors al barri barceloní del Raval a la dècada del 1990, que va resultar ser un muntatge policial i periodístic a partir d'un cas aïllat i d'una sèrie de rumors i acusacions que van portar a l'empresonament dels acusats. Espada demostra la falsedat de la història, proclama la innocència dels cinc acusats i qüestiona el funcionament de l'estat de dret a Espanya. Va obtenir el premi de Periodisme Francisco Cerecedo (2000), i el seu llibre i les declaracions al judici van servir de base per a la pel·lícula De nens (2003) de Joaquim Jordà.

### Crítiques al treball periodístic
En la seva obra destaca la crítica a moltes diverses modalitats d'escriptura periodística, en el qual tenen de contaminació ideològica i traïció a l'objectivitat. Les seves anàlisis li han guanyat les lloances de Rafael Sánchez Ferlosio. Ha tractat també el tema de la fotografia utilitzada en premsa, abastant temes clau com l'enquadrament i l'omissió. En relació amb aquest tema, el maig de 2003 es va veure embolicat en una gran polèmica per unes opinions crítiques que va efectuar a Diarios pel que fa a una fotografia realitzada pel premi Pulitzer Javier Bauluz S'hi mostrava una parella de banyistes que, suposadament, es mostraven indiferents davant la presència d'un immigrant mort a la sorra. La fotografia es va utilitzar profusament per a denunciar la suposada «hipocresia d'Occident» davant la immigració, una pràctica que Espada va qualificar de «pulitzers immorals». Espada opinava que la imatge estava presa des d'un angle en el qual quedava exclòs el personal encarregat d'atendre al cadàver, i mitjançant una òptica que reduïa la profunditat de camp aparentant proximitat entre la parella i el cadàver. Bauluz i els testimonis presents a la platja van desmentir aquestes afirmacions i van acusar Espada de no aportar proves. La polèmica que van provocar les seves opinions i qualificatius sobre el treball de Bauluz va ser gairebé equivalent a la difusió que va tenir la imatge. El Consell d'Informació de Catalunya va adoptar per unanimitat una resolució estimant les crítiques d'Espada com a «falses, injustes i sense raó». Espada va declinar presentar al·legacions en l'expedient i va seguir mantenint que el fotògraf havia construït un «dispositiu simbòlic imaginari» per a suscitar artificialment una determinada emoció mitjançant la imatge periodística. En opinió d'Espada, mentre la creativitat és acceptable quan té finalitats artístiques, no ho és quan té intencions informatives com en aquest cas, en què vol suggerir una suposada indiferència dels banyistes que potser no s'ha produït mai.

## Activitat política
Quant a la seva faceta política, durant la seva joventut va ser militant del PSUC. Més tard es defií a si mateix com a «socialdemòcrata».
És un dels promotors més coneguts de la plataforma cívica Ciutadans de Catalunya, que va promoure la creació d'un partit polític, Ciutadans - Partit de la Ciutadania, en el qual no es va integrar. En aquest sentit, es va mostrar crític amb l'Estatut d'Autonomia de Catalunya de 2006, que va plasmar en el seu Informe sobre la decadència de Catalunya reflectida en el seu estatut, elaborat a partir dels textos previs que, entre l'1 d'octubre i el 10 de novembre de 2005, el periodista va publicar al seu bloc sota el títol genèric de Esfuerzo y melancolía. En temps recents, Espada ha donat suport activament a la creació i vigència del partit Unió, Progrés i Democràcia (UPyD), a l'acte de presentació del qual va assistir, el 29 de setembre de 2007, a Madrid.
És un dels primers firmants del Manifest per la llengua comuna de juny de 2008 i de la plataforma Reconversion.es (2012). En la mateixa línia, el juliol de 2014 va ser un dels membres fundadors de la plataforma Libres e iguales que és contrària a la realització de la consulta sobre la independència de Catalunya prevista per al 9 de novembre de 2014. Espada, en unes declaracions a El matí de Catalunya Ràdio va manifestar «creure que hi haurà consulta és com creure que la camorra s'instal·larà a Catalunya», comentant que totes dues situacions són igual d'il·legals.

### Error policial
L'agost del 2018 fou denunciat per la policia local de l'Ametlla de Mar (Baix Ebre), junt amb set persones més, per pintar «mobiliari urbà». Els 8 denunciats foren identificats per la policia pintant línies vermelles en un llaç groc situat a una rotonda de l'Ametlla de Mar. En un piulet a Twitter, l'alcalde de la localitat va qualificar Espada i els altres denunciats com a «bitxos». La Fiscalia Superior de Catalunya, en un acord signat pel tinent fiscal Pedro Ariche, va reprovar la denúncia per descrèdit de béns, adduint que no es tractava d'un bé municipal. Igualment, va arxivar la denúncia que els ciutadans denunciats van posar contra els policies en considerar que els agents van cometre un error, no pas un delicte.

## Obres
- Contra Catalunya (Barcelona, Flor de Viento, 1997; reedició: Ariel, 2018). Premi Ciutat de Barcelona.
- Samaranch. El deporte del poder (Madrid, Espasa-Calpe, 1999).
- Diarios (Madrid, Espasa-Calpe, 2002). Premio Espasa de Ensayo 2002.
- Mens sana in corpore insepulto (Barcelona, Edicions 62, 2002), en català, escrit en col·laboració amb Jaume Boix, recull les seves converses amb el doctor Mariano de la Cruz (1921-1999) a l'últim any i mig de la seva vida.
- Quintacolumnismo (Madrid, Espasa-Calpe, 2003). Antologia dels articles que Arcadi Espada ha escrit sobre el nacionalisme.
- Raval: de l'amor als nens (Barcelona, Empúries, 2004). Premi Francisco Cerecedo de Periodisme.
- Diarios 2004 (Madrid, Espasa-Calpe, 2005). Anotacions al seu blog el 2004.
- Notas para una biografía de Josep Pla (Barcelona, Ediciones Omega, 2005). Analitza alguns passatges d'un diari de Pla, escrit entre 1965 i 1968, i només publicat en català.
- Informe sobre la decadencia de Cataluña reflejada en su estatuto (Madrid, Espasa-Calpe, 2006).
- Ebro/Orbe (Barcelona, Tentadero, 2007).
- El terrorismo y sus etiquetas (Espasa, 2007).
- Periodismo práctico (Espasa, 2008).